# Temporada 2024 del Campeonato de España de Superbike
La Temporada 2024 del Campeonato de España de Superbike es la sexta tras la internacionalización del CEV y la creación del ESBK en 2019.

## Calendario
El calendario se publicó el 26 de diciembre de 2023.
| Ronda | Fecha                          | Circuito | Pole position | Vuelta rápida | Ganador     | Constructor | Ganador STCK1000 |
| ----- | ------------------------------ | -------- | ------------- | ------------- | ----------- | ----------- | ---------------- |
| 1     | 6 y 7 de abril                 | Jerez    | Tito Rabat    | Borja Gómez   | Borja Gómez | Honda       | Guillem Erill    |
| 1     | 6 y 7 de abril                 | Jerez    | Tito Rabat    | Unai Orradre  | Borja Gómez | Honda       | Guillem Erill    |
| 2     | 1 y 2 de junio                 | Valencia | Tito Rabat    | Tito Rabat    | Tito Rabat  | Honda       | Guillem Erill    |
| 2     | 1 y 2 de junio                 | Valencia | Tito Rabat    | Unai Orradre  | Ivo Lopes   | BMW         | Eduardo Montero  |
| 3     | 6 y 7 de julio                 | Estoril  | Por definir   | Por definir   | Por definir | Por definir | Por definir      |
| 3     | 6 y 7 de julio                 | Estoril  | Por definir   | Por definir   | Por definir | Por definir | Por definir      |
| 4     | 27 y 28 de julio               | Cataluña | Por definir   | Por definir   | Por definir | Por definir | Por definir      |
| 4     | 27 y 28 de julio               | Cataluña | Por definir   | Por definir   | Por definir | Por definir | Por definir      |
| 5     | 30 de agosto y 1 de septiembre | Estoril  | Por definir   | Por definir   | Por definir | Por definir | Por definir      |
| 5     | 30 de agosto y 1 de septiembre | Estoril  | Por definir   | Por definir   | Por definir | Por definir | Por definir      |
| 6     | 26 y 27 de octubre             | Navarra  | Por definir   | Por definir   | Por definir | Por definir | Por definir      |
| 6     | 26 y 27 de octubre             | Navarra  | Por definir   | Por definir   | Por definir | Por definir | Por definir      |
| 7     | 2 y 3 de noviembre             | Jerez    | Por definir   | Por definir   | Por definir | Por definir | Por definir      |
| 7     | 2 y 3 de noviembre             | Jerez    | Por definir   | Por definir   | Por definir | Por definir | Por definir      |

## Equipos y pilotos
| Equipo                     | Constructor | N.º | Piloto             | Rondas |
| SBK                        | SBK         | SBK | SBK                | SBK    |
| -------------------------- | ----------- | --- | ------------------ | ------ |
| BMW EasyRace Team          | BMW         | 1   | Ivo Lopes          | 1-2    |
| Gil Motor Sport            | BMW         | 5   | Christophe Ponsson | 1-2    |
| Sensetec Oy                | BMW         | 13  | Ville Valtonen     | 1-2    |
| Pistard Racing             | BMW         | 25  | Davide de Patre    | 2      |
| Pistard Racing             | BMW         | 27  | Filippo Rovelli    | 2      |
| Team Honda Laglisse        | Honda       | 10  | Unai Orradre       | 1-2    |
| Team Honda Laglisse        | Honda       | 12  | Borja Gómez        | 1-2    |
| Burning Tyre 53            | Honda       | 53  | Tito Rabat         | 1-2    |
| JEG Racing                 | Honda       | 94  | Naomichi Uramoto   | 1-2    |
| Kawasaki Palmeto PL Racing | Kawasaki    | 40  | Román Ramos        | 1-2    |
| Yamaha Team Scandinavia    | Yamaha      | 43  | Simon Jespersen    | 1-2    |
| New2 Project Team          | Yamaha      | 44  | Steven Odendaal    | 1-2    |
| poulsenracing              | Yamaha      | 93  | Mathias Poulsen    | 1-2    |
| Yamaha Motoxracing Team    | Yamaha      | 97  | Álvaro Díaz        | 2      |
| STCK1000                   |             |     |                    |        |
| Montelongo Racing Team     | BMW         | 23  | Giovanni García    | 1-2    |
| Sensetec Oy                | BMW         | 82  | Reto Wiederkehr    | 1-2    |
| BMW EasyRace Team          | BMW         | 92  | Julio Domínguez    | 1-2    |
| Deza - Box77 Racing Team   | Kawasaki    | 52  | Guillem Erill      | 1-2    |
| Cerba Promoracing Team     | Yamaha      | 4   | Javier Artime      | 1-2    |
| SRT                        | Yamaha      | 6   | Jamie Davis        | 1      |
| MDR Competición            | Yamaha      | 14  | José A. Jiménez    | 2      |
| MDR Competición            | Yamaha      | 36  | Yousef Soriano     | 2      |
| ADN VG Racing              | Yamaha      | 16  | Jeremy Bernet      | 1-2    |
| Tecniracing                | Yamaha      | 17  | Samuel Díaz        | 1-2    |
| PS Racing                  | Yamaha      | 21  | Eduardo Montero    | 1-2    |
| Alma Racing Team           | Yamaha      | 26  | Daniel Sáez        | 1      |
| Yamaha MS Racing           | Yamaha      | 29  | Juanjo Núñez       | 1-2    |
| Yamaha MS Racing           | Yamaha      | 33  | Daniel Valle       | 1      |
| Maxigass Elyrium Racing    | Yamaha      | 33  | Daniel Valle       | 2      |
| BRP Racing                 | Yamaha      | 37  | Corey Tinker       | 1-2    |
| Yamaha Team Scandinavia    | Yamaha      | 38  | Ola Nessbaken      | 1-2    |

## Resultados

### Campeonato de pilotos
Sistema de puntuación
Los puntos se reparten entre los quince primeros clasificados en acabar la carrera. Sistema de puntuación de 1993 hasta 2022:
| Posición | 1.º | 2.º | 3.º | 4.º | 5.º | 6.º | 7.º | 8.º | 9.º | 10.º | 11.º | 12.º | 13.º | 14.º | 15.º |
| Puntos   | 25  | 20  | 16  | 13  | 11  | 10  | 9   | 8   | 7   | 6    | 5    | 4    | 3    | 2    | 1    |

| Pos. | Piloto             | Moto     | Equipo                     | JER | JER | VAL | VAL | EST | EST | CAT | CAT | EST | EST | NAV | NAV | JER | JER | Ptos. |
| ---- | ------------------ | -------- | -------------------------- | --- | --- | --- | --- | --- | --- | --- | --- | --- | --- | --- | --- | --- | --- | ----- |
| 1    | Borja Gómez        | Honda    | Team Honda Laglisse        | 1   | 1   |     |     |     |     |     |     |     |     |     |     |     |     | 50    |
| 2    | Unai Orradre       | Honda    | Team Honda Laglisse        | 3   | 2   |     |     |     |     |     |     |     |     |     |     |     |     | 36    |
| 3    | Ivo Lopes          | BMW      | BMW EasyRace Team          | 2   | 4   |     |     |     |     |     |     |     |     |     |     |     |     | 33    |
| 4    | Tito Rabat         | Honda    | Burning Tyre 53            | 4   | 3   |     |     |     |     |     |     |     |     |     |     |     |     | 29    |
| 5    | Román Ramos        | Kawasaki | Kawasaki PL Palmeto Racing | 5   | 6   |     |     |     |     |     |     |     |     |     |     |     |     | 21    |
| 6    | Naomichi Uramoto   | Honda    | JEG Racing                 | 7   | 7   |     |     |     |     |     |     |     |     |     |     |     |     | 18    |
| 7    | Simon Jespersen    | Yamaha   | Yamaha Team Scandinavia    | 6   | 9   |     |     |     |     |     |     |     |     |     |     |     |     | 17    |
| 8    | Christophe Ponsson | BMW      | Gil Motor Sport            | 9   | 8   |     |     |     |     |     |     |     |     |     |     |     |     | 15    |
| 9    | Ville Valtonen     | BMW      | Sensetec Oy                | 8   | 11  |     |     |     |     |     |     |     |     |     |     |     |     | 13    |
| 10   | Guillem Erill      | Kawasaki | Deza - Box77 Racing Team   | 10  | 10  |     |     |     |     |     |     |     |     |     |     |     |     | 12    |
| 11   | Steven Odendaal    | Yamaha   | New2 Project Team          | Ret | 5   |     |     |     |     |     |     |     |     |     |     |     |     | 11    |
| 12   | Daniel Valle       | Yamaha   | Yamaha MS Racing           | 11  | 13  |     |     |     |     |     |     |     |     |     |     |     |     | 8     |
| 13   | Mathias Poulsen    | Yamaha   | poulsenracing              | 13  | 14  |     |     |     |     |     |     |     |     |     |     |     |     | 5     |
| 14   | Juanjo Núñez       | Yamaha   | Yamaha MS Racing           | 12  | Ret |     |     |     |     |     |     |     |     |     |     |     |     | 4     |
| 15   | Eduardo Montero    | Yamaha   | PS Racing                  | DNS | 12  |     |     |     |     |     |     |     |     |     |     |     |     | 4     |
| 16   | Jamie Davis        | Yamaha   | SRT                        | 14  | 15  |     |     |     |     |     |     |     |     |     |     |     |     | 3     |
| 17   | Ola Nessbaken      | Yamaha   | Yamaha Team Scandinavia    | 15  | 17  |     |     |     |     |     |     |     |     |     |     |     |     | 1     |
| 18   | Javier Artime      | Yamaha   | Cerba Promoracing Team     | 16  | 19  |     |     |     |     |     |     |     |     |     |     |     |     | 0     |
| 19   | Jeremy Bernet      | Yamaha   | ADN VG Racing              | DNS | 16  |     |     |     |     |     |     |     |     |     |     |     |     | 0     |
| 20   | Giovanni García    | BMW      | Montelongo Racing Team     | 17  | 20  |     |     |     |     |     |     |     |     |     |     |     |     | 0     |
| 21   | Reto Wiederkehr    | BMW      | Sensetec Oy                | DNS | 18  |     |     |     |     |     |     |     |     |     |     |     |     | 0     |
| 22   | Samuel Díaz        | Yamaha   | Tecniracing                | DNS | Ret |     |     |     |     |     |     |     |     |     |     |     |     | 0     |
| 23   | Corey Tinker       | Yamaha   | BRP Racing                 | DNS | DNS |     |     |     |     |     |     |     |     |     |     |     |     | 0     |
| 24   | Julio Domínguez    | BMW      | BMW EasyRace Team          | DNS | DNS |     |     |     |     |     |     |     |     |     |     |     |     | 0     |
| 25   | Daniel Sáez        | Yamaha   | Alma Racing Team           | DNP | DNP |     |     |     |     |     |     |     |     |     |     |     |     | 0     |
| Pos. | Piloto             | Moto     | Equipo                     | JER | JER | VAL | VAL | EST | EST | CAT | CAT | EST | EST | NAV | NAV | JER | JER | Ptos. |

| Color     | Resultado                                                               |
| --------- | ----------------------------------------------------------------------- |
| Oro       | Ganador                                                                 |
| Plata     | 2.ª plaza                                                               |
| Bronce    | 3.ª plaza                                                               |
| Verde     | Finalizó en los puntos                                                  |
| Azul      | Finalizó sin puntos                                                     |
| Azul      | NC - No clasificado                                                     |
| Violeta   | Ret - No terminó (Carrera)                                              |
| Rojo      | DNQ - No se clasificó                                                   |
| Negro     | DSQ - Descalificado                                                     |
| Blanco    | DNS - No empezó (carrera)                                               |
| Blanco    | WD - Retirado (fin de semana)                                           |
| Blanco    | C - Carrera cancelada                                                   |
| Sin color | DNP - Inscrito pero no participó                                        |
| Sin color | INJ - Lesionado                                                         |
| Sin color | EX - Excluido                                                           |
| Estado    | Resultado                                                               |
| Negrita   | Pole position                                                           |
| Cursiva   | Vuelta rápida                                                           |
| †         | Abandona, pero clasifica al completar el porcentaje requerido para ello |

Campeonato de Superstock1000